# Georges Jauneau
Pour les articles homonymes, voir Jauneau.
Georges Jauneau (Brest, 17 septembre 1882 - Brest, 8 mars 1928) était un illustrateur français. Il aurait vécu en Guyane et à Brest. Il fréquenta Saint-Pol-Roux.

## Œuvres d'illustration
- À terre, recueil de dessins de Georges Jauneau, préface de Colin Musard
- Claude Farrère, Fumée d'opium, Paris, Ollendorf, 1921
- Maurice Lélu et Erwan Marec, Le Rire de Bouddha, 1926, 2 crayons
- Alfred Jarry, Dans les Coulisses de la Gloire : d'Ubu Roi au Douanier Rousseau, 1947, illustré de 2 portraits de Charles Morin

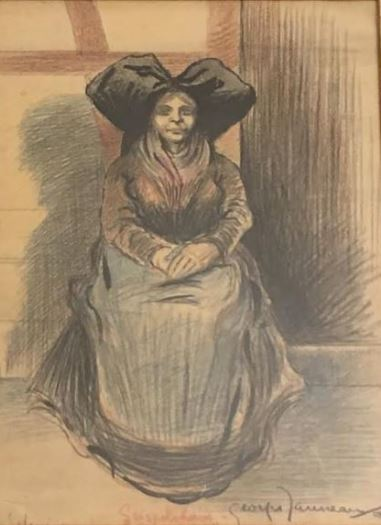
Portrait de femme à la coiffe Coll Fondation Alexandre Vassiliev

- Portrait de femme à la coiffe[4] Coll Fondation Alexandre VassilievJean-François-Louis Merlet, Au bout du monde, drames et misères du Bagne, Paris, Delpeuch, 1928, 43 dessins